# Than Shwe
Than Shwe, född 2 februari 1933 i Kyaukse i Mandalay-divisionen i Burma, var Burmas diktator och den främste generalen (Senior general) i landets militärjunta sedan 23 april 1992, då han övertog ledarskapet efter Saw Maung. Shwe fungerar såsom ordförande i juntan i praktiken som Burmas statschef, och var det fram tills 30 mars 2011 då han lämnade över makten till en civil regering, med en folkvald president Thein Sein.
Than Shwe började sin militära karriär 1953 som armékadett. Han utsågs till vice arméchef 1985 och var en av de 21 medlemmarna i den militärjunta (SLORC – State Law and Order Restoration Council, 1997 omdöpt till SPDC – State Peace and Development Council) som 1988 avsatte den tidigare diktatorn Ne Win. Innan maktövertagandet 1992 var han juntaledarens Saw Maungs närmaste man.
Det val som hållits 1990, i vilket Nationella demokratiska förbundet (NLD) under ledning av Aung San Suu Kyi vunnit, ignorerades först men efter att Shwe kommit till makten sattes Aung San Suu Kyi i husarrest och valresultatet ogiltigförklarades också officiellt av den nya juntan.
2005 lät Than Shwe avsätta, arrestera och avrätta premiärministern, generallöjtnanten och ledaren för säkerhetspolisen, Khin Nyunt, av många uppfattad som juntans starke man trots en officiell position under Than Shwe och Muang Aye, vice senior general. Khin Nyunt avrättades tillsammans med ett stort antal släktingar och anhängare.
2005 lät Than Shwe meddela att han ämnade flytta Burmas huvudstad från Rangoon till den nybyggda staden Naypyidaw.
2006 läckte videofilmade bilder ut från hans dotter Thandar Shwes överdådiga bröllopsfest med champagne, juveler och presenter för många miljoner amerikanska dollar.